# NGC 5914B-2
NGC 5914B-2 (другое обозначение — PGC 2188560) — спиральная галактика (Sb) в созвездии Волопас.
Этот объект не входит в число перечисленных в оригинальной редакции «Нового общего каталога» и был добавлен позднее.